# Петрук Віктор Іванович
Петрук Віктор Іванович — український політик та державний діяч.

## З життєпису
Державний комітет України із земельних ресурсів, заступник Голови (01.2009-08.2010).
Народився 22 березня 1954 (село Суховоля, Володимирецький район, Рівненська область) в сім'ї колгоспника; українець; дружина Любов Іванівна — вчитель української мови та літератури; має двох синів.
Освіта: Львівський сільськогосподарський інститут (1976), інженер-землевпорядник.
Народний депутат України 2-го склик. з 08.1994 (2-й тур) до 04.1998, Володимирецький виб. окр. № 336, Рівн. обл., висун. виборцями. Член Комітету з питань Чорнобильської катастрофи. Член деп. фр. АПУ (до цього — деп. гр. «Аграрники України»). На час виборів: гол. правл. колект. с.-г. підпр. «Перше травня».
- 03.1974-10.1976 — технік-землевпорядник, землевпорядна експедиція при Львів. сільськогосподарському інституті.
- 10.1976-06.1977 — агролісомеліоратор, головний інженер-землевпорядник, Емільчинського районного управління сільськогосподарством Житомирської області.
- 06.1977-12.1989 — старший агролісомеліоратор, головний інженер-землевпорядник управління сільськогосподарством Сарненського райвиконкому.
- 01.-03.1990 — головний інженер-землевпорядник, головний державний інспектор при Сарненському райвиконкомі.
- 03.1990-11.1994 — голова правління колгоспу «Перше травня» Сарненського району.
- 03.1999-11.2000 — заступник директора, перший заступник генерального директора ДСП «Чайка» Державного управлління справами Президента України.
- 01.-09.2005 — начальник Київського міського головного управління земельних ресурсів.
- 09.2005-07.2007 — начальник Київського обласного головного управління земельних ресурсів.
- 07.-10.2007 — начальник Головного управління земельних ресурсів у Київській області.
- 10.2007-04.2008 — заступник Голови Державного агентства земельних ресурсів України.
- 04.-12.2008 — заступник Голови Державного комітету із земельних ресурсів України.

Заслужений працівник сільського господарства України (11.1997).

## Джерело
- Довідка